# 파라텍
파라텍(Paratech Co. Ltd.)은 대한민국의 소방기구 및 소방설비공사 기업이다. 본사는 경기도 부천시 길주로425번길 30-21(춘의동)에 위치해 있으며 대표이사는 정광원이다. 2024년  삼성전자와 620억원 규모의 소방기계공사 공급계약'을 체결했다

## 종속회사
- 휴림건설[3]

## 참고문헌
1. ↑  파라텍 포함 재난 관련주 주가 장중 오름세, 진도 7.6 일본 강타로 동해안 해일, 비즈니스포스트, 2024년 1월 2일
2. ↑  파라텍 "삼성전자와 620억 규모 공급계약 체결", 한국경제, 2024년 2월 28일
3. ↑  파라텍, 1분기 영업익 흑자전환…매출 694억, 전년 比 28%↑, 이투데이, 2024년 5월 16일